# Hydrochus vagus
Hydrochus vagus är en skalbaggsart som beskrevs av Leconte 1852. Hydrochus vagus ingår i släktet Hydrochus och familjen gyttjebaggar. Inga underarter finns listade i Catalogue of Life.